# Veyon
Veyon (Virtual Eye On Networks) ist eine freie und quelloffene Software zur plattformübergreifenden Überwachung und Steuerung von Computern. Veyon unterstützt Benutzer beim Unterrichten in digitalen Lernumgebungen, bei der Durchführung virtueller Trainings oder bei der Fernwartung.
Mit Hilfe von Veyon können Lehrer Schüler-Computer einsehen, fernsteuern, sperren, den eigenen Bildschirm übertragen und die Geräte ein-/ausschalten. Veyon kann transparent in heterogenen Umgebungen eingesetzt werden, d. h. ein Linux-basierter Lehrer-Computer kann problemlos auf Windows-Schüler-Computer zugreifen und umgekehrt. Das Programm wurde als freie Alternative zu kommerziellen Klassenraum-Management-Lösungen entwickelt. Veyon ist neben Deutsch und Englisch in einer Vielzahl Sprachen verfügbar.

## Geschichte
Das Vorgängerprojekt iTALC entstand 2004 und war zunächst nur für Linux verfügbar. In den Jahren 2006 und 2007 erfolgte die Portierung auf Windows im Rahmen des SyS-C-Projekts der Stadt Chemnitz. Die Weiterentwicklung wurde u. a. durch die Integration in den Univention Corporate Server @ school im Jahr 2010 vorangetrieben.
Im Zuge der Komplettüberarbeitung von iTALC wurde die Software im Jahr 2017 unter dem neuen Namen Veyon veröffentlicht. Gegenüber dem Vorgängerprojekt zeichnet sich Veyon durch eine modulare Architektur sowie eine Reihe neuer Funktionen aus. Dazu zählen u. a. die Zugriffsteuerung auf Basis von Zugriffsregeln, die Unterstützung und Anbindung von LDAP-Servern sowie ein neues Kommandozeilenwerkzeug. Neu sind ebenfalls die umfangreichen mehrsprachigen Administrations- und Benutzerhandbücher.

## Technologie
Als Grundlage für alle Funktionen dient ein erweitertes RFB-Protokoll, d. h. Veyon arbeitet vollständig mit TCP/IP-Verbindungen, was den Vorteil hat, dass auch Demo und Fernsteuerung über lokale Netzgrenzen hinweg möglich sind. Dank schneller und effizienter Kompressionsverfahren ist die Anbindung privater Schüler-Computer von zu Hause möglich. In diesem Fall läuft auch der Demo-Modus mit akzeptabler Geschwindigkeit.
Der auf Schüler-Computern installierte Veyon-Dienst kann von den Schülern, die über keine ausreichenden Benutzerrechte verfügen, nicht beendet oder deinstalliert werden. Auf diesen Dienst greift der Lehrer-Computer über das LAN der Klasse zu. Die Authentifizierung gegenüber den Schüler-Computern erfolgt durch einen RSA-Schlüssel. So ist sichergestellt, dass nur autorisierte Benutzer auf Schüler-Computer zugreifen können.

## Ausstattungsmerkmale
- Übersichtsmodus (kleine Vorschaufenster für alle Schüler-Computer)
- Fernsteuerung oder bestimmten Computer im Vollbild überwachen
- eine Demo zeigen (entweder Vollbild oder in einem Fenster) – der Bildschirm des Lehrer-PCs wird auf alle Schüler-Computer in Echtzeit übertragen
- Sperren der Schüler-Computer
- Textchat zwischen Schüler und Lehrer
- Starten von Programmen oder Öffnen von Websites
- Ein- und Ausschalten sowie Neustarten einzelner oder aller Computer über das Netzwerk (Wake On LAN)
- Benutzerabmeldung auf den Schüler-Computer per Remote
- Überwachung und Steuerung mehrerer Klassen gleichzeitig
- Schnappschüsse der Bildschirmansicht zur Beweismaterialsicherung, z. B. bei Übertretung einer etwaigen Benutzerordnung

## Kompatibilität
Veyon basiert auf dem Qt-Framework und ist in C++ geschrieben und ist daher sowohl für Windows als auch für GNU/Linux-Systeme verfügbar. Die Unterstützung weiterer Plattformen und Betriebssysteme befindet sich in Arbeit. Die Nutzung von Veyon in Verbindung mit Edubuntu oder Skolelinux (Debian Edu) ermöglicht Schulen aus aller Welt den Betrieb eines freien Schulnetzwerks.